# Louis Davids
Pour les articles homonymes, voir Davids.

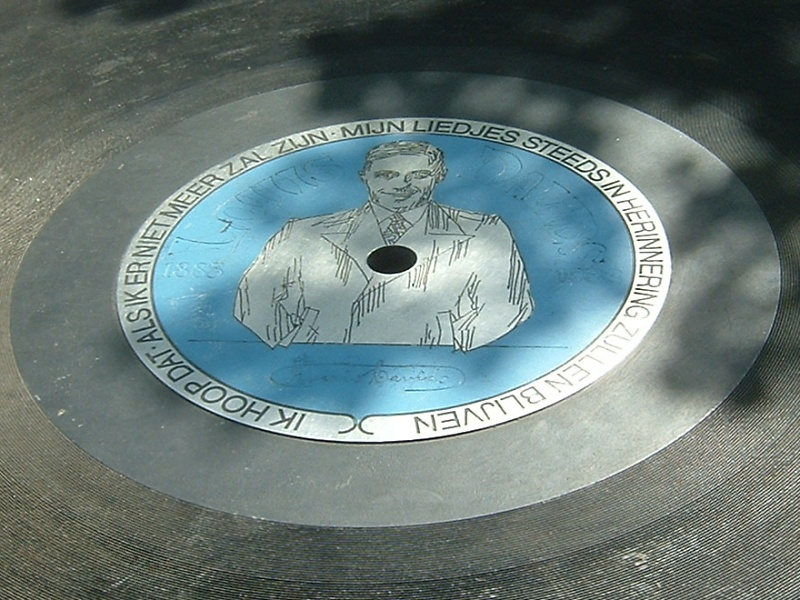
Détail d'un monument érigé en hommage à Louis Davids.

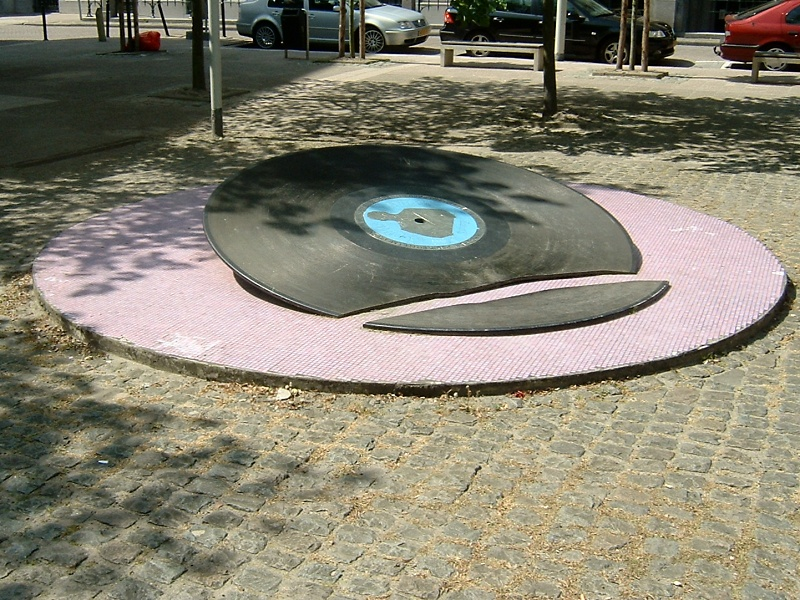

Simon David, dit Louis Davids (né à Rotterdam le 19 décembre 1883 et mort à Amsterdam le 1er juillet 1939), est l'un des plus grands noms de la chanson néerlandaise de la première moitié du XXe siècle.
Il est le frère aîné des chanteuses et actrices Rika Davids et Heintje Davids, avec qui il s'est produit.

## Discographie[1]

### Beka Records
- 1923 : Louis Davids (zang) met begeleiding van groot Orchest
- 1925 : Louis Davids met Orchestbegeleiding

### Bel Canto Record
- 1907 : Duo Louis en Rika Davids met pianobegeleiding

### Cinetone
- 1907 : Louis Davids met orkestbegeleiding o.l.v. Max Tak

### Columbia Record
- 1914 : Voordracht van Louis Davids, Jr. met Orkest
- 1918 : Louis Davids Jr. met Orkest
- 1929 : Louis Davids met Pianobegeleiding van F. Cooke
- 1930 : Charleston Serenades o.l.v. Louis Davids
- 1930 : Louis Davids met Pianobegeleiding van W. F. Best

### Dacapo of Juliana Record
- 1908 : Louis Davids met orkestbegeleiding
- 1908 : Duo Louis en Henriëtte Davids met orkestbegeleiding

### Favorite
- 1907 : Duo Louis en Henriëtte Davids met pianobegeleiding - Duo Davids van het Circus Carré
- 1907 : Louis Davids met pianobegeleiding
- 1907 : Duo Louis en Henriëtte Davids met pianobegeleiding
- 1909 : Duo Davids van het Circus Carré Amsterdam (Duo Louis en Henriëtte Davids)
- 1914 : Louis Davids met orkestbegeleiding
- 1914 : Duo Louis en Henriëtte Davids met orkestbegeleiding

### Gloria Record of Lyrophon
- 1908 : Duo Louis en Rika Davids met orkestbegeleiding
- 1908 : Louis met pianobegeleiding
- 1908 : Duo Louis en Rika Davids met pianobegeleiding
- 1908 : Duo Louis en Henriette Davids met pianobegeleiding

### Gramophone Concert Record
- 1909 : Louis Davids met orkestbegeleiding

### His Master's Voice
- 1931 : Bert Ambrose And His Orchestra; with vocal refrain by Louis Davids
- 1931 : Louis Davids met begeleiding van Jazz Orkest
- 1931 : Louis Davids met begeleiding van Jazz Orkest
- 1932 : Louis Davids met pianobegeleiding
- 1932 : Louis Davids met orkestbegeleiding
- 1932 : Louis Davids met orkestbegeleiding
- 1933 : Louis Davids met orkestbegeleiding
- 1933 : Louis Davids met orkestbegeleiding
- 1934 : Louis Davids met orkestbegeleiding o.l.v. Dir: John Firman
- 1938 : Louis Davids

### Homokord
- 1910 : Louis Davids met orkestbegeleiding
- 1910 : Duo Louis en Henriëtte Davids met orkestbegeleiding
- 1910 : Duo Louis en Henriëtte Davids met orkestbegeleiding

### Jumbo Record
- 1907 : Mej. Rika Davids en de Heer Louis Davids jr. (met pianobegeleiding), Komieke Duettisten van het Circus Carré Amsterdam

### Odeon
- 1918 : Louis Davids jr. met piano-begeleiding
- 1918 : Louis Davids Jr. & Margie Morris, Amsterdam Piano begeleiding Margie Morris
- 1920 : Louis Davids jr. Amsterdam met orkestbegeleiding
- 1921 : Louis Davids jr. Amsterdam met orkestbegeleiding van Chris van Dinteren
- 1921 : Louis Davids jr. met orkestbegeleiding van Chris van Dinteren
- 1925 : Louis Davids met orkest-begeleiding
- 1935 : Louis Davids met pianobegeleiding (Cor Lemaire)
- 1936 : Louis Davids met begeleiding

### Paramount Publix Corporation
- 1930 : Louis Davids met pianobegeleiding van Nico de Rooy

### Parlophone
- 1932 : Louis Davids met pianobegeleiding

### Pathé
- 1909 : Louis Davids met orkestbegeleiding
- 1909 : Duo Louis en Henriëtte Davids met orkestbegeleiding
- 1909 : Duo Louis en Henriëtte Davids met orkestbegeleiding
- 1909 : Louis Davids met orkestbegeleiding
- 1910 : Louis Davids met orkestbegeleiding
- 1910 : Duo Louis en Henriëtte Davids met orkestbegeleiding
- 1911 : Louis Davids met orkestbegeleiding
- 1911 : Duo Louis en Henriëtte Davids met orkestbegeleiding
- 1913 : Louis Davids met orkestbegeleiding
- 1915 : Duo Louis en Henriëtte Davids met orkestbegeleiding

### Peekel Studio
- 1936 : Louis Davids met piano begeleiding

### Polyphon Records/Gramophone records
- 1920 : Louis Davids met orkestbegeleiding

### Tri-Ergon
- 1930 : Louis Davids met pianobegeleiding
- 1930 : Gezongen door Louis Davids Jr. met Pianobegeleiding (Nico de Rooy)

### Van Wouw
- 1934 : Louis Davids met pianobegeleiding - Primagaz Picture Disc
- 1934 : Louis Davids met pianobegeleiding
- 1936 : Louis Davids met pianobegeleiding

### Zonophone
- 1909 : Duo Louis en Henriëtte Davids met orkestbegeleiding
- 1909 : Louis Davids met orkestbegeleiding
- 1908 : Louis met pianobegeleiding
- 1908 : Duo Louis en Henriëtte Davids met orkestbegeleiding

## Filmographie

### En tant qu'acteur
- 1935 : Op stap
- 1934 : De Jantjes (remake du film du même nom de 1922)
- 1925 : Oranje Hein
- 1923 : Bleeke Bet
- 1922 : De Jantjes
- 1921 : Menschenwee
- 1920 : Schakels
- 1919 : De Duivel in Amsterdam
- 1918 : Amerikaansche meisjes
- 1915 : Fatum
- 1906 : Koning 'Kziezoowat in Amsterdam

### En tant que coréalisateur
- 1918 : Amerikaansche meisjes